# 津田正太郎
津田 正太郎（つだ しょうたろう、1973年 - ）は、日本のメディア・コミュニケーション研究者。慶應義塾大学メディア・コミュニケーション研究所教授。

## 略歴
大阪府出身。大阪府立市岡高等学校、1997年慶應義塾大学法学部政治学科卒業。2001年サセックス大学文化コミュニケーション研究科メディア学専攻博士前期課程修了。2003年慶應義塾大学大学院法学研究科政治学専攻博士後期課程単位取得満期退学。国際通信経済研究所情報通信研究部、サセックス大学社会学部訪問研究員、法政大学社会学部教授を経て現職。

## 著書

### 単著
- 『メディアは社会を変えるのか』世界思想社、2016年
- 『ナショナリズムとマスメディア』勁草書房、2016年
- 『ネットはなぜいつも揉めているのか』筑摩書房、2024年

### 共編著
- 鶴木眞編『コミュニケーションの政治学』慶應義塾大学出版会、2003年
- 大石裕編『ジャーナリズムと権力』世界思想社、2006年
- 佐藤成基編『ナショナリズムとトランスナショナリズム』法政大学出版局、2009年
- 石坂悦男編『市民的自由とメディアの現在』法政大学出版局、2010年
- 原麻里子・柴山哲也編『公共放送BBCの研究』ミネルヴァ書房、2011年
- 三野裕之編『デジタルメディア社会の展望』ムイスリ出版、2011年
- 駒村圭吾・鈴木秀美編『表現の自由Ⅱ』尚学社、2011年
- 大石裕編『戦後日本のメディアと市民意識』ミネルヴァ書房、2012年
- 石坂悦男編『民意の形成と反映』法政大学出版局、2013年
- 金井明人・土橋臣吾編『メディア環境の物語と公共圏』法政大学出版局、2013年
- 山腰修三編『戦後日本のメディアと原子力問題 原発報道の政治社会学』ミネルヴァ書房、2017年
- 大賀哲, 仁平典宏,山本圭編『共生社会の再構築II デモクラシーと境界線の再定位』法律文化社、2019年

### 訳著
- デニス・マクウェール、大石裕監訳『マス・コミュニケーション研究』慶應義塾大学出版会、2010年
- スティ・ヤーヴァード、津田正太郎訳『メディア化理論入門 : 政治から遊びまで 』勁草書房、2023年

## 所属学会
- 日本メディア学会
- 三田社会学会

## 出演
- エアレボリューション（ニコニコ生放送、2024年6月24日）
- 大竹まこと ゴールデンラジオ!（文化放送、2024年7月12日）